# Mailing (Ingolstadt)

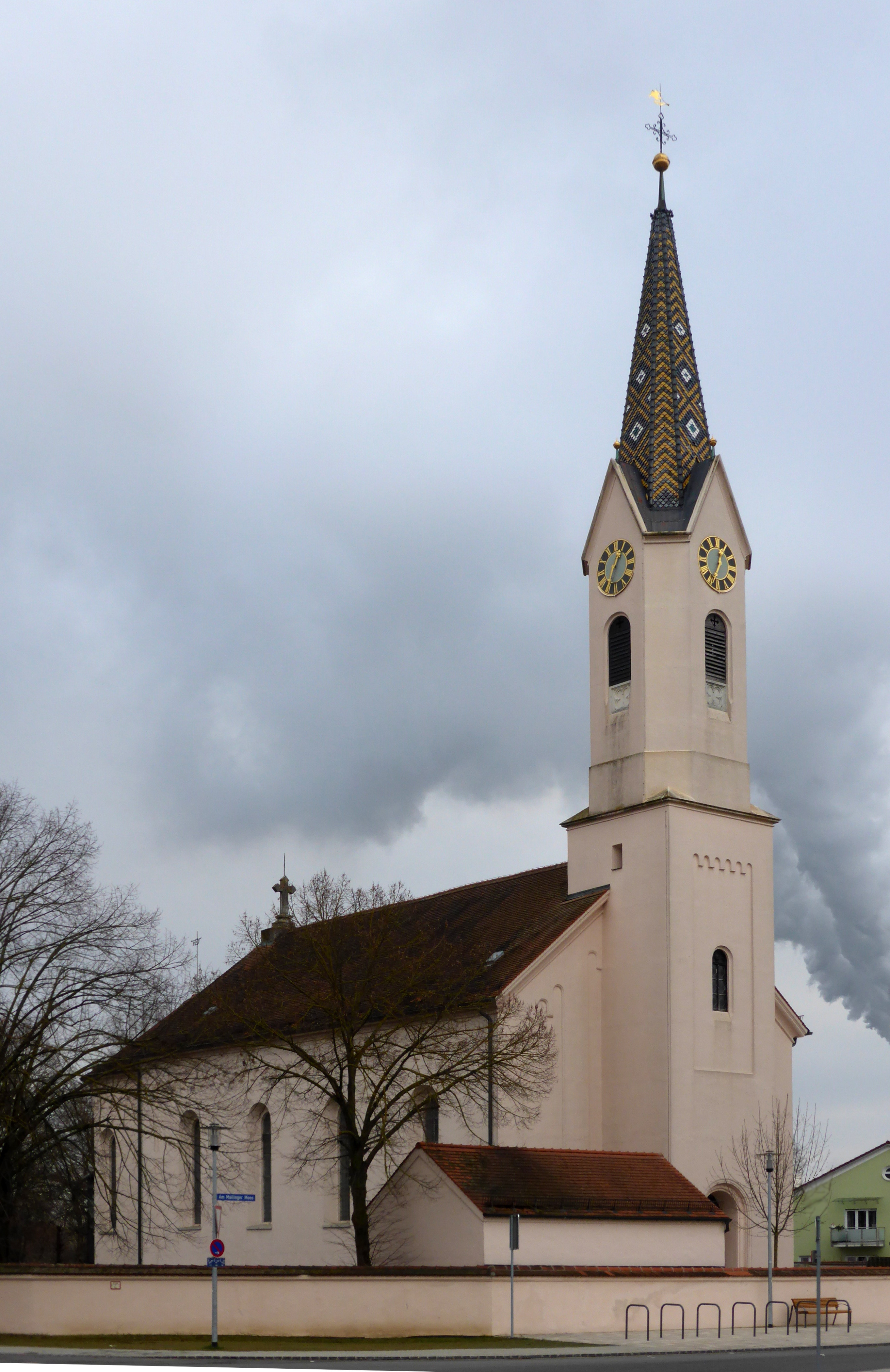
Alt St. Martin

Mailing ist ein Ortsteil und Stadtbezirk der oberbayerischen Stadt Ingolstadt und ehemalige Gemeinde im Landkreis Ingolstadt. Der Name leitet sich vermutlich vom Personennamen Milo ab. Auf dem Gebiet des Stadtteils treffen die Bistümer Eichstätt, Augsburg und Regensburg aneinander.
Zur ehemaligen Gemeinde gehörten die Ortsteile Feldkirchen, Moosmühle, Schmidtmühle und Stockermühle.

## Geschichte
Bis 1813 gehörte Mailing zur Stadt Ingolstadt. Gemeinsam mit Feldkirchen bildet es eine Gemeinde. 1936 wurde die Gemeinde durch die Bundesautobahn 9 von Ingolstadt getrennt.
Am 1. Juli 1972 wurde Mailing wieder nach Ingolstadt eingemeindet.

## Sehenswürdigkeiten
- Pfarrkirche St. Martin

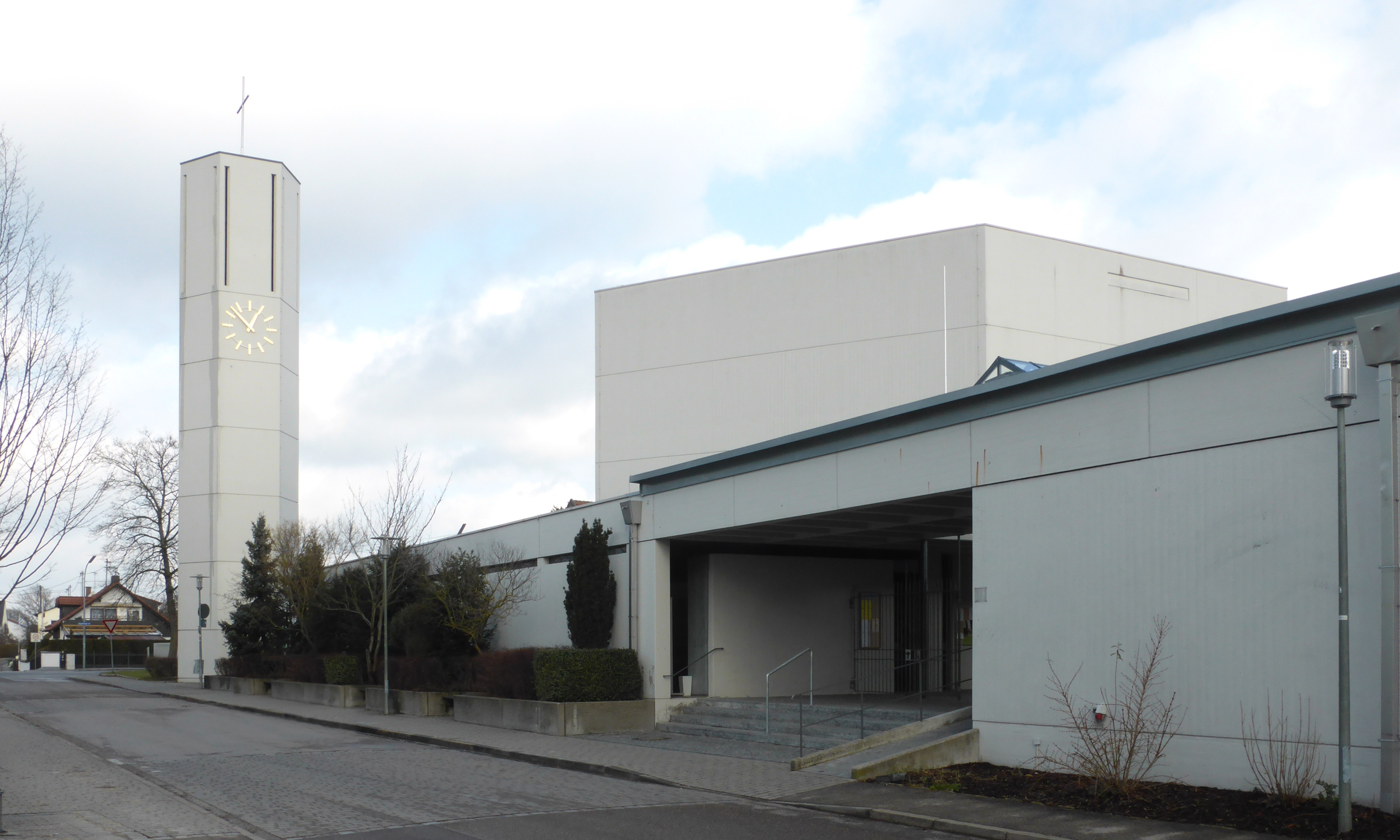
Martinskirche

- Alt St. Martin (ehemalige Pfarrkirche)
- Marienkirche in Feldkirchen

## Religion
Katholischerseits gehören Mailing und Feldkirchen zur Pfarrei St. Martin im Dekanat Ingolstadt.
Die evangelischen Christen gehören nach Ingolstadt-St. Lukas.